# Keurvorstendom Saksen (1485-1547)

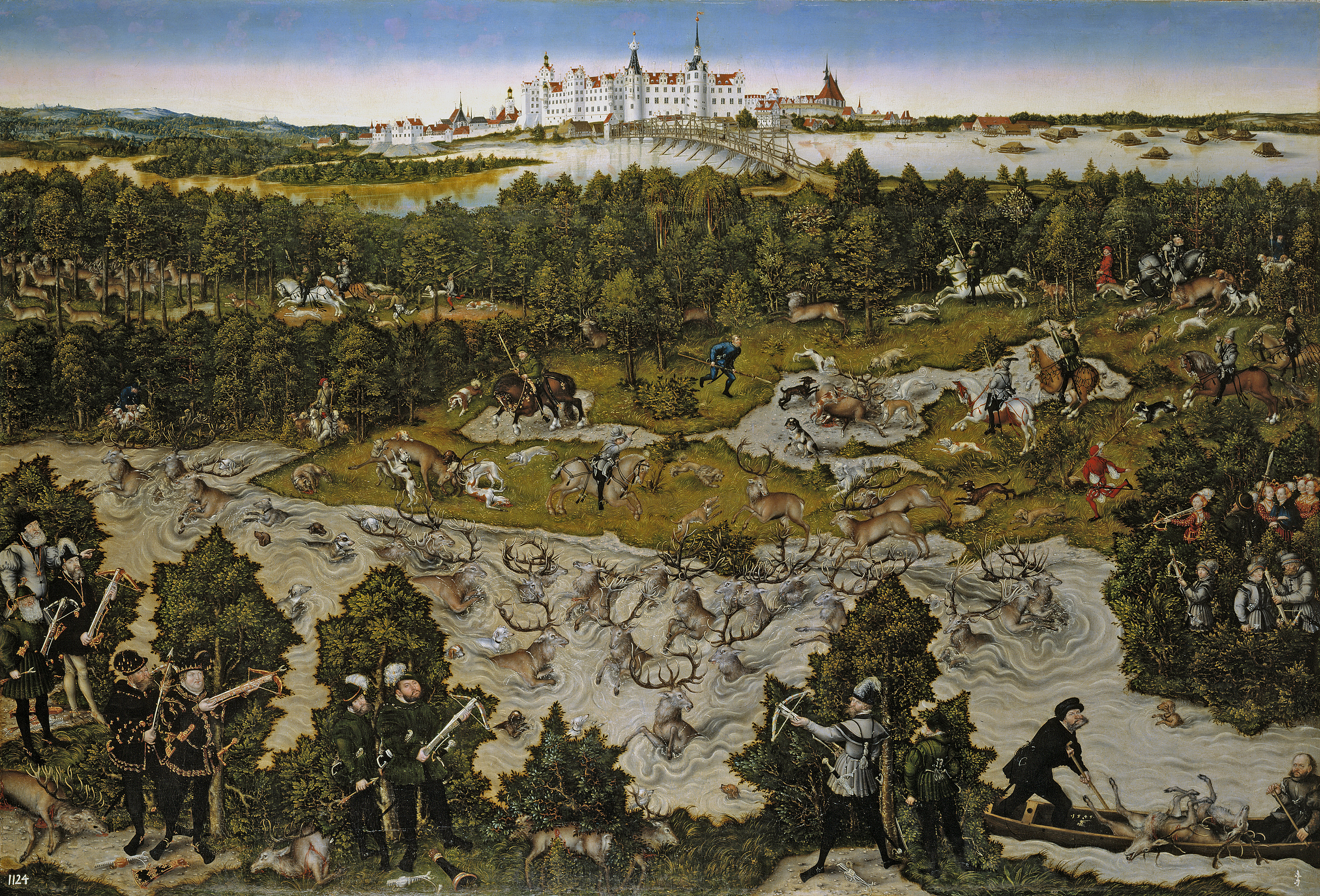

Het Ernestijnse keurvorstendom Saksen was een middelgroot land in het Heilige Roomse Rijk dat geregeerd werd door de Ernestijnse linie van het huis Wettin. Het land was ingedeeld bij de Opper-Saksische Kreits. De keurvorsten van Saksen waren de belangrijkste beschermheren van Luther, waardoor Saksen het centrum van de Reformatie in het Heilige Roomse Rijk werd.
Het keurvorstendom bestond uit een aantal verschillende, maar grotendeels aaneengesloten regio's. Het politieke centrum lag in het noorden van het land aan de middenloop van de Elbe, rond de steden Wittenberg en Torgau. Het zuiden bestond uit gebieden in Thüringen en het Vogtland. De belangrijkste steden hier waren Gotha, Zwickau en de mijnbouwstad Schneeberg in het Ertsgebergte.
Het Ernestijnse keurvorstendom Saksen ontstond in 1485 toen het oude keurvorstendom Saksen in tweeën werd gedeeld. Hierdoor ontstonden twee landen die Saksen genoemd werden: het keurvorstendom en het hertogdom, dat geregeerd werd door de jongere Albertijnse tak van het Huis Wettin. Tijdens de Schmalkaldische Oorlog in 1547 koos de Albertijnse hertog van Saksen de zijde van de keizer tegen keurvorst Johan Frederik. Het grootste deel van het keurvorstendom en de keurvorstelijke rechten werden door de keizer als beloning hiervoor aan de Albertijnse tak geschonken. Het Albertijnse hertogdom werd hiermee in rang verhoogd tot keurvorstendom, terwijl het overgebleven deel van het oude keurvorstendom werd gedegradeerd tot hertogdom.